# Sami El-Sheshini
Sami Hussain El-Sheshini, Sami Husajn asz-Sziszini (arab.: سامي حسين الشيشيني, Sāmī Ḥusayn aš-Šīšīnī; ur. 23 stycznia 1972) – egipski piłkarz grający na pozycji obrońcy. W swojej karierze rozegrał 15 meczów w reprezentacji Egiptu.

## Kariera klubowa
Swoją karierę piłkarską El-Sheshini rozpoczął w klubie Zamalek SC. W 1991 roku zadebiutował w nim w pierwszej lidze egipskiej. Wraz z Zamalekiem wywalczył trzy mistrzostwa Egiptu w sezonach 1991/1992, 1992/1993 i 2000/2001. Zdobył też Puchar Egiptu w sezonie 1998/1999 oraz wygrał rozgrywki Ligi Mistrzów (1993, 1996), Pucharu Zdobywców Pucharów (2000), Superpuchar Afryki (1994, 1997) i Puchar Afroazjatycki (1997). W sezonie 2001/2002 grał w Al-Kuwait Kaifan, w którym zakończył karierę.

## Kariera reprezentacyjna
W reprezentacji Egiptu El-Sheshini zadebiutował w 1992 roku. W tym samym roku wystąpił na Igrzyskach Olimpijskich w Barcelonie. W 1998 roku został powołany do kadry Egiptu na Puchar Narodów Afryki 1998. Egipt wygrał ten turniej. El-Sheshini wystąpił na nim w trzech meczach: z Zambią (4:0), z Marokiem (0:1) i ćwierćfinale z Wybrzeżem Kości Słoniowej (0:0, k. 5:4).